# Sara Jean Underwood
Sara Jean Underwood (Portland, 26 marzo 1984) è una modella statunitense, nota per aver ottenuto i titoli di Playmate of the Month (luglio 2006) e Playmate of the Year (giugno 2007) nella rivista Playboy.

## Carriera
Ha iniziato la carriera di attrice, affiancandola a quella di modella. Ha recitato in diversi film, tra cui Epic Movie, La coniglietta di casa (The House Bunny in inglese), Miss Marzo e nel 2013 nel film Deadly Weekend. Sara inoltre è apparsa in diversi programmi televisivi americani, tra cui The Girls Next Door dal 2005 al 2009 per un totale di 33 episodi, e Attack of the Show dal 2010 attualmente per un totale di 153 episodi.
Ha iniziato una carriera da giocatrice di poker, partecipando anche alle WSOP (World Series of Poker) di Las Vegas, i campionati del mondo di poker sportivo.
Nel 2010 è stata protagonista di un video di Playboy nel quale esegue esercizi di yoga completamente nuda, facendo parlare le cronache per la protesta contro di esso del presidente della Universal Society of Hinduism.